# Марія Мельник
Марія Грдлічка, у шлюбі Мельник (21 вересня 1888, Коломия — 20 січня 1968, Честер, Пенсільванія, США) — українська громадська діячка жіночого руху, педагогиня.

## Життєпис
Народилась 21 вересня 1888 року в Коломиї, у родині адвоката: батько був чехом, мати українкою.
Закінчила виділову школу та учительські курси. Була членкинею «Гуртка руських дівчат», молодіжного відділу товариства «Руського жіночого кружка».
У 1907 році одружилася з залізничним урядовцем у Коломиї Володимиром Мельником. Після того як «Руський жіночий кружок» став філією «Союзу українок», Марія Мельник у різні часи була головою філіалу та касиркою. Також була членкинею українських місцевих товариств та «Червоного Хреста».
Після Першої світової війни емігрувала у США, де була активною членкинею українських організацій у діаспорі.
Померла 20 січня 1968 року в місті Честер, Пенсільванія, США.